# Asturische erebia
De Asturische erebia (Erebia palarica) is een vlinder uit de onderfamilie Satyrinae van de familie Nymphalidae, de vossen, parelmoervlinders en weerschijnvlinders.
De Asturische erebia heeft een spanwijdte van 28 tot 30 millimeter.
De Asturische erebia komt voor in het Cantabrisch Gebergte in het noordwesten van Spanje. De vlinder leeft op graslanden met verspreide struiken op zure bodem. De soort vliegt met name op hoogtes van 1000 tot 1800 meter boven zeeniveau.
De soort vliegt in een jaarlijkse generatie van juni tot augustus. Als waardplanten worden soorten beemdgras (Poa) en zwenkgras (Festuca) gebruikt.